# Carlos Ghosn
Pour les articles homonymes, voir Ghosn.
Carlos Ghosn [kaʁlɔs gon], né le 9 mars 1954 à Porto Velho au Brésil, est un chef d'entreprise, homme d'affaires et fugitif franco-libano-brésilien.
À la fin des années 1990, sous la présidence de Louis Schweitzer, il met en place chez Renault une politique radicale de réduction des coûts et de restructuration, qui permet au groupe de conserver sa rentabilité et qui initie sa réputation de « tueur de coûts ». Au début des années 2000 dans le groupe automobile japonais Nissan, il met en œuvre une politique drastique de réduction des effectifs et de restructuration qui permet le redressement total du groupe, alors au bord de la faillite. Il est à cette époque cité parmi les hommes d'affaires les plus puissants au monde.
Président-directeur général (PDG) de Renault de 2005 à 2019, il est également président du conseil d'administration de Nissan — dont il a été PDG — de 2017 à 2018, ainsi que président du conseil d’administration du groupe Mitsubishi Motors de 2016 à 2018 et président du conseil d'administration du producteur automobile russe AvtoVAZ. Il est également PDG de l'alliance Renault-Nissan-Mitsubishi, qui atteint en 2017, la première place mondiale parmi les constructeurs automobiles, devant Volkswagen AG, Toyota et General Motors.
En novembre 2018, il est arrêté par la justice japonaise, étant suspecté de dissimulation de revenus dans les publications financières de Nissan. Le mois suivant, il est inculpé pour utilisation de fonds de l'entreprise à des fins personnelles. Placé en résidence surveillée à Tokyo après avoir été emprisonné près de six mois, il parvient à quitter clandestinement le Japon les derniers jours de décembre 2019, pour rejoindre le Liban, usant du fait qu’il n’y a pas d’accord d’extradition entre les deux pays et qu’il dispose d’un passeport libanais. Il est ainsi aujourd'hui considéré comme un fugitif international. Il est sollicité régulièrement par divers médias, publie des livres sur sa défense. Souvent qualifiée de « chute » par les médias, cette affaire est par la suite sujette à des adaptations en série télévisée, ainsi qu'à des interrogations sur des soupçons d'intelligence économique.

## Origines, enfance et éducation
D'origine libanaise maronite, le grand-père paternel de Carlos Ghosn, Bichara Ghosn, émigre au Brésil à 13 ans. Il s'établit dans la région du São Miguel do Guaporé, dans le Rondônia. Bichara Ghosn devient entrepreneur et dirigeant de plusieurs sociétés, dont des entreprises de négoce en caoutchouc, en produits agricoles, ainsi que dans le domaine des transports aériens. Son fils Jorge Ghosn épouse au Liban une Nigériane d'origine libanaise et s'installe à Porto Velho (Rondônia, Brésil) où Carlos Ghosn naît le 9 mars 1954,.
À l'âge de 2 ans, en 1956, Carlos Ghosn tombe malade, et sa mère déménage avec lui à Rio de Janeiro avant de partir pour Beyrouth en 1962, quand il a 8 ans. Au Liban, il est scolarisé chez les Jésuites, au collège Notre-Dame de Jamhour, jusqu'à la fin de ses études secondaires. À l’âge de 18 ans, il arrive en France où il suit de 1972 à 1974 les classes préparatoires scientifiques de mathématiques supérieures et mathématiques spéciales à l'école préparatoire Stanislas, intégrée au collège Stanislas, alors annexe du lycée Saint-Louis. Il entre ensuite à l'École polytechnique dans la promotion 1974,,, puis en 1977 à l'École des mines de Paris, dont il obtient successivement les diplômes d'ingénieur,.

## Carrière professionnelle

### De Michelin à Renault
En 1978, à sa sortie de l'École des mines de Paris, Carlos Ghosn est embauché par le fabricant européen de pneus Michelin, où il reste durant dix-huit ans,. Après une période de formation dans des usines en France et en Allemagne, il est nommé directeur de l'usine de Blavozy en 1981, puis, en 1985, il devient responsable du département de recherche sur les pneus industriels et agricoles au centre de recherche et développement Michelin de Ladoux (Cébazat, Puy-de-Dôme),,. En 1985, il est nommé responsable des opérations Michelin en Amérique du Sud, au Brésil, où il est chargé de redresser une situation devenue difficile en raison d'un contexte économique très défavorable et d'une inflation importante,. Son plan de redressement comprend une restructuration sévère qui nécessite la fermeture de deux usines et une réduction des effectifs. Mais Ghosn constate que l'organisation rigide et des barrières culturelles sont autant de freins à un fonctionnement rentable des opérations sud-américaines que la situation économique. Il met donc en place des équipes de gestion avec des fonctionnalités transverses, et dont les membres sont de nationalités différentes, et les charge ensuite de déterminer les pratiques les plus adaptées. Cette approche qui intègre la diversité culturelle permet aux opérations de Michelin au Brésil de retrouver leur rentabilité en deux ans et établit les bases du style de gestion multiculturel de Ghosn.
En 1989, il est nommé président et responsable des opérations Michelin en Amérique du Nord et déménage à Greenville, en Caroline du Sud, avec sa famille. En 1990, il organise l'absorption d'Uniroyal Goodrich par Michelin et contribue à un retour à la compétitivité du groupe français, très endetté par les opérations de fusion avec Uniroyal,. Ghosn doit encore une fois procéder, au moyen d'une restructuration importante des opérations américaines, à une réduction sévère des effectifs, ce qui l'oblige à traiter avec un syndicat peu réceptif à ces décisions,. Cette acquisition et la restructuration apportée par Ghosn permettent à Michelin de devenir le plus grand manufacturier de pneus au monde,.
Ghosn intègre Renault en 1996, en tant que directeur général adjoint, et prend la responsabilité des activités du groupe dans le Mercosur. Il est également chargé de la recherche et développement, de l'ingénierie, des opérations du secteur des groupes motopropulseurs, de la production et des achats,,. Ghosn joue un rôle clé dans le redressement économique du groupe, qui avait essuyé en 1993 un échec dans ses négociations de fusion avec Volvo, perdait des parts de marché et avait un déficit de près de six milliards de francs français,,. Il met en place un programme draconien de réduction des coûts, une augmentation de la gamme de voitures et des mesures d’adaptation des effectifs, ce qui permet au constructeur français d'annoncer, début 1998, un bénéfice de 5,4 milliards de francs pour l'année 1997. En juillet 2000, Renault et Volvo signent un accord pour créer Volvo Global Trucks, qui devient le deuxième groupe mondial de constructeurs de camions. Aux termes de cet accord, Volvo fait l'acquisition de Renault Trucks et Renault entre dans le capital de Volvo à hauteur de 20 %,.

### Nissan

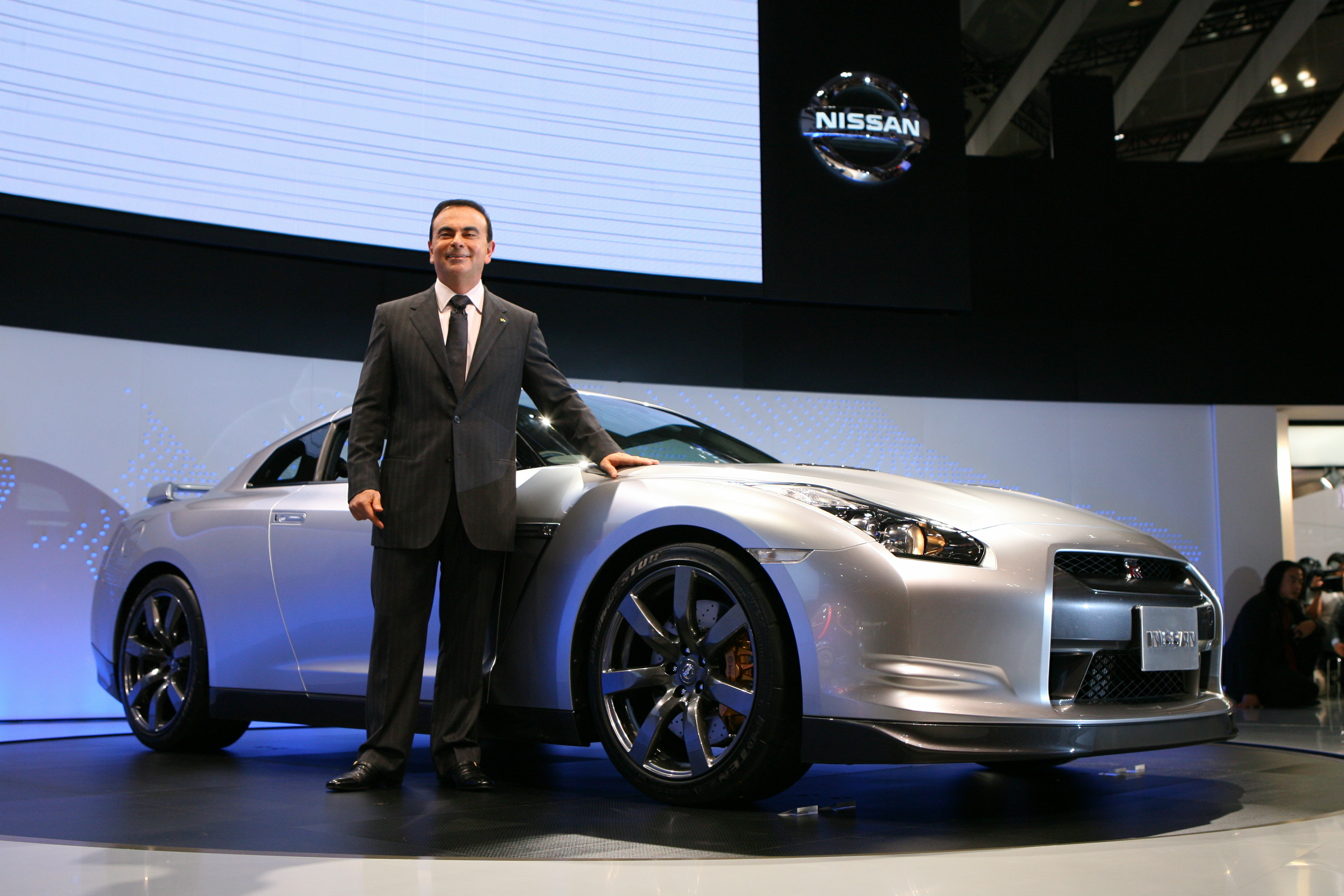
Carlos Ghosn présentant la Nissan GT-R au Salon de l'automobile de Tokyo (2007).

À partir de mars 1999, Carlos Ghosn gère la prise de participation de Renault dans Nissan (36,8 %) pour former l'Alliance Renault-Nissan. Tout en gardant son poste au sein de Renault, il rejoint Nissan en tant que chef des opérations en juin 1999, puis est nommé au poste de président (2000) et à celui de PDG (2001). Ghosn devient ainsi la quatrième personne de nationalité étrangère à diriger un constructeur automobile japonais, après la nomination par Ford de Mark Fields, Henry Wallace et James Miller à la tête de Mazda à la fin des années 1990.
Nissan Motors est à cette époque en grande difficulté financière, et symbolise à elle seule la crise de l’économie japonaise. L'entreprise est au bord de la faillite avec une dette nette du secteur automobile de 2,1 billions de yens (plus de vingt milliards de dollars) et subit de sérieuses pertes de parts de marché,. Les investisseurs et les analystes financiers aussi bien que les autres constructeurs automobiles, à l'instar de PSA Peugeot Citroën ou de Chrysler, sont en général fort sceptiques quant aux possibilités de son redressement,,, ce pessimisme étant renforcé par l’échec des discussions avec Ford et Daimler-Chrysler.

Le plan de redressement de Nissan (« Nissan Revival Plan ») est annoncé en octobre 1999. Il vise un retour à la rentabilité dès l'année fiscale 2000, ainsi qu'une marge opérationnelle de plus de 4,5 % du chiffre d'affaires et la réduction de la dette courante de 50 % dès la fin de l'année fiscale 2002,. Ghosn s'engage à démissionner avec tout le conseil d'administration si ces objectifs ne sont pas atteints,. Pour les atteindre le plus rapidement possible, Ghosn prend des décisions dont certaines sont quasi-révolutionnaires dans le monde de l'entreprise japonaise. Il exige l'implication des employés de tous les niveaux dans des groupes de travail chargés des différents aspects du plan, qu'il a préparé avant même la signature de l'Alliance, afin de trouver des solutions à l'interne en un temps record de trois mois. Ensuite, le plan met fin aux postes à vie et met en place une politique de la performance. Il prévoit aussi une réduction des effectifs de 14 % (21 000 postes, dont la plupart au Japon), la fermeture de cinq usines japonaises et la cession d'actifs tels que la division aérospatiale de Nissan. Afin de réduire les coûts, Ghosn entame également une action importante de réduction et de rationalisation des réseaux des équipementiers en mettant fin au système traditionnel de liens complexes et de partenariats croisés entre constructeur et équipementiers, le keiretsu, et ce malgré des craintes que Ghosn ne fasse l'objet de critiques sévères de la part des Japonais,,. C'est cette politique qui lui vaut de recevoir le surnom de « Cost Killer ».

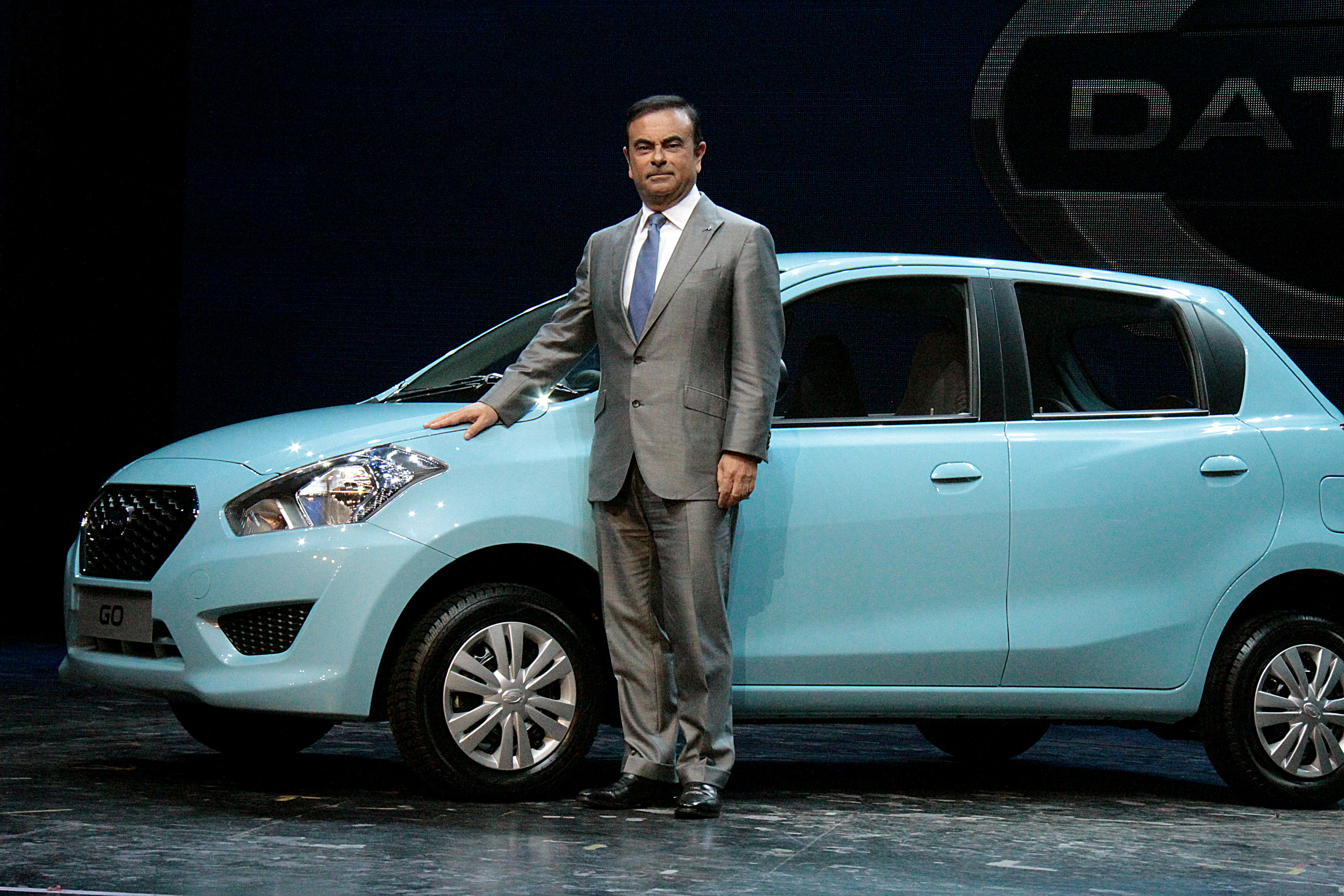
Carlos Ghosn au lancement de la nouvelle Datsun Go (Delhi, le 15 juillet 2013).

Le plan de redressement imposé par Ghosn réussit à réduire comme prévu la dette de l’entreprise et à la faire renaître en moins de trois ans, malgré une conjoncture internationale défavorable. En octobre 2000, le groupe annonce un résultat d'exploitation en hausse de 134 % et un résultat net de 170,2 milliards de yens. En avril 2003, sa dette est entièrement remboursée, tandis que son résultat net progresse de 33 %,. Ce plan sera suivi en 2002 par un deuxième plan triennal, « Nissan 180 », dont les objectifs sont la vente d'un million de voitures, une marge opérationnelle d'au moins 8 % et zéro dette automotive, avant fin 2005. Ce deuxième plan réussit au-delà des prévisions et la firme japonaise devient alors l'un des groupes d'automobile les plus rentables au monde avec, en 2004, une marge opérationnelle de plus de 11 %, 3,4 millions de voitures vendues, dont un tiers aux États-Unis, et un bénéfice de 3,8 milliards d'euros.
En février 2020, Nissan publie un communiqué de presse selon lequel le groupe porte plainte devant un tribunal civil au Japon pour réclamer 10 milliards de yens (83,4 millions d’euros) de dommages et intérêts. Cette plainte vise à récupérer une « partie significative » des dommages causés selon lui par son ancien patron durant des années de « mauvaise conduite et d’activités frauduleuses ».

### Président de l'alliance Renault-Nissan

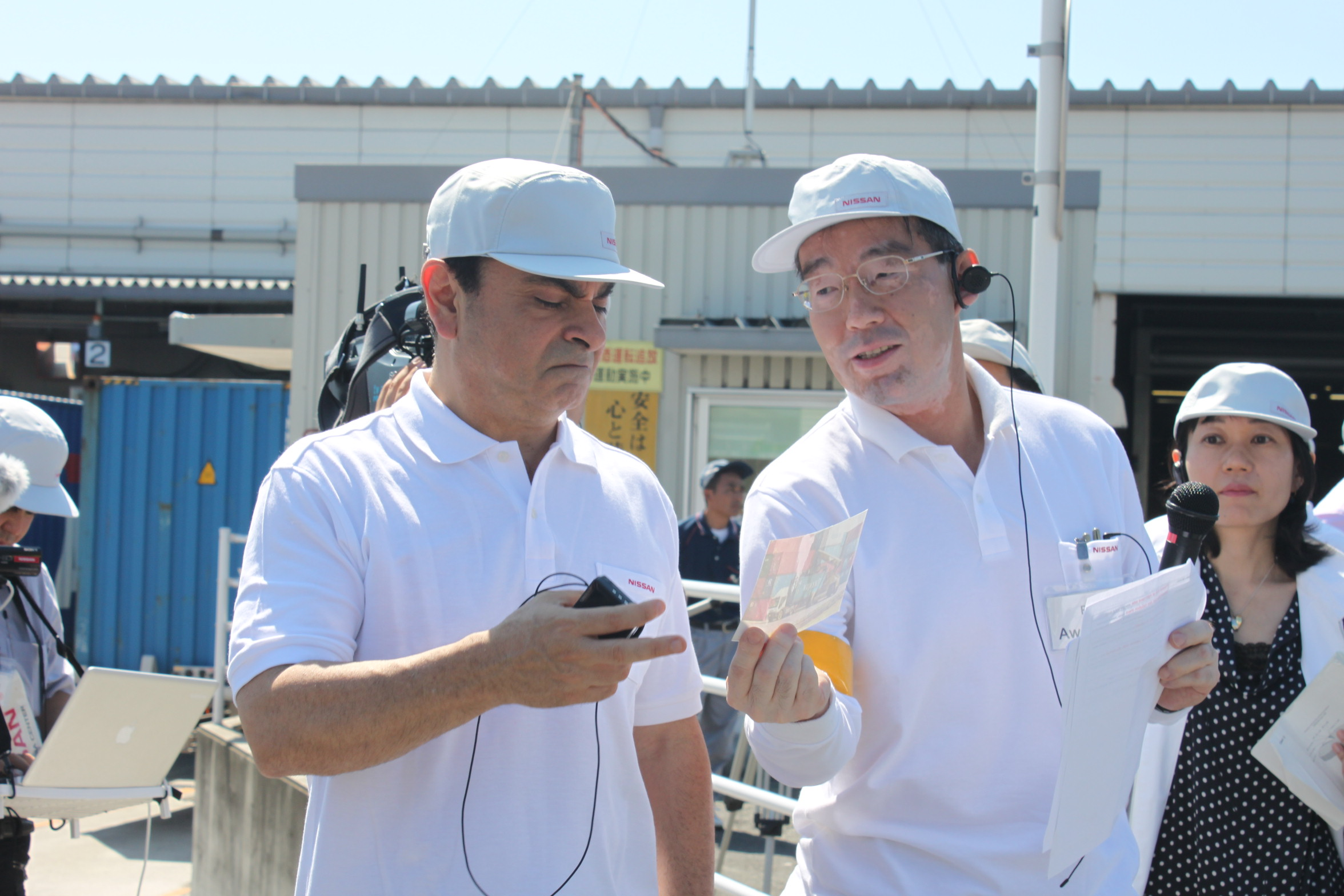
Carlos Ghosn au quai Honmoku de Nissan (2011).

Carlos Ghosn est nommé PDG de Nissan en 2001, puis, le 29 avril 2005, il succède à Louis Schweitzer (qui lui conseille de prendre la nationalité française) et devient PDG de Renault, assurant la présidence exécutive du groupe. En 2008, il assume également la fonction de président du conseil d'administration de Nissan,. Le 6 mai 2009, il succède à Schweitzer en tant que président du conseil d'administration de Renault. En devenant PDG de Nissan et de Renault, Ghosn devient la première personne au monde à occuper simultanément cette fonction chez deux entreprises figurant au classement Fortune Global 500.

### Plan «Renault Contrat 2009»
En 2006, face aux résultats en baisse chez Renault, Carlos Ghosn met en place un plan de relance baptisé « Renault Contrat 2009 » qui s'articule autour de trois axes principaux :
- vendre 800 000 véhicules supplémentaires avec un plan-produit de 26 nouveaux modèles, dont les modèles les plus représentatifs : la Logan, la Twingo II et la Laguna III ;
- réduire les coûts de manière significative et optimiser les investissements ;
- réaliser une marge opérationnelle de 6 % en 2009 (contre 2,6 % en 2006 et 3 % en 2007) et faire de Renault le constructeur généraliste européen le plus rentable[53].

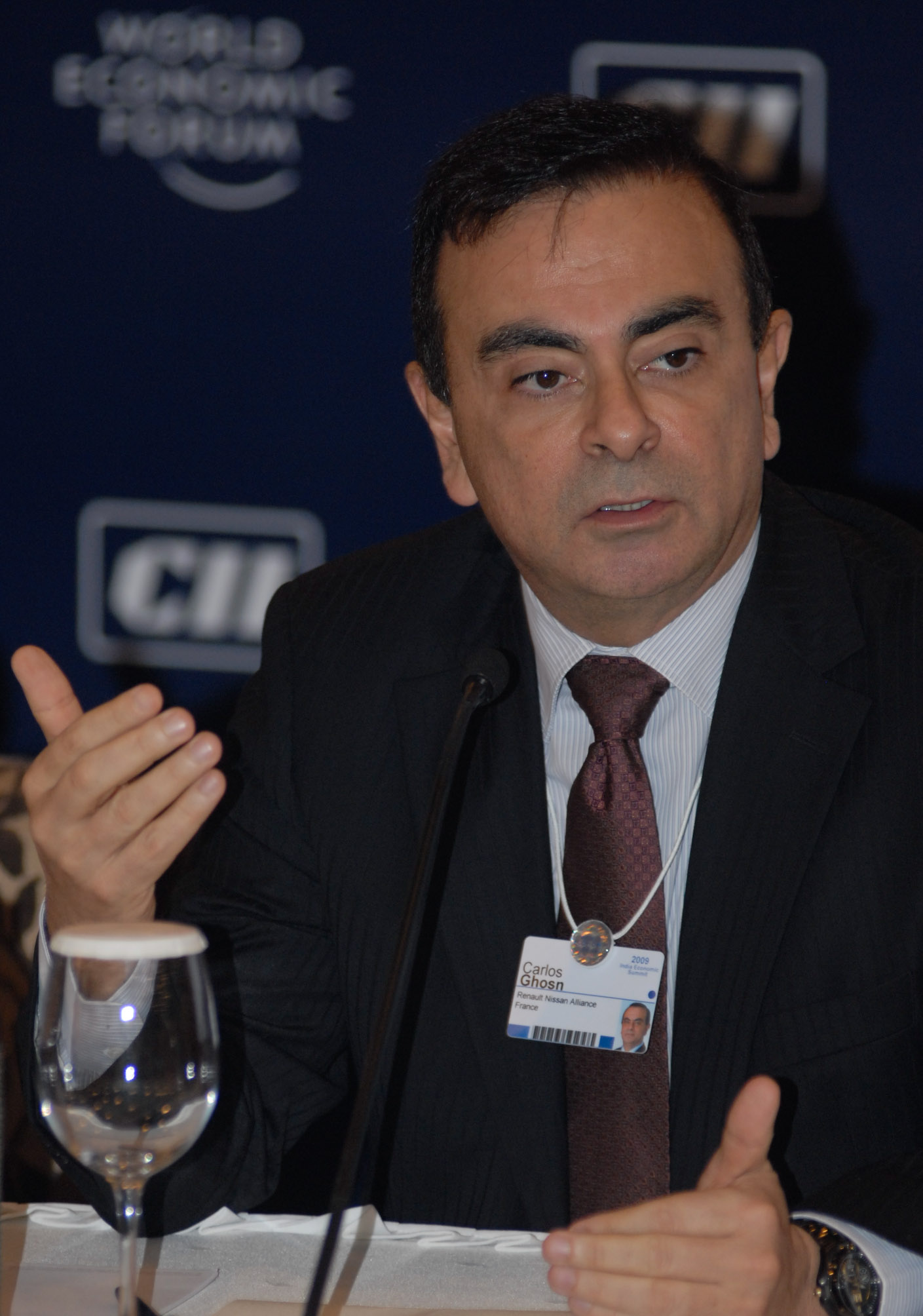
Carlos Ghosn au Forum économique mondial (2009).

Le plan prévoit aussi de placer la nouvelle Laguna (commercialisée fin 2007) « dans le top trois de son segment » en termes de qualité. Ce dernier engagement doit être la première étape du retour de Renault dans le haut de gamme, quelque peu délaissé après l'échec de la Vel Satis et de l'Avantime. Ces objectifs sont déclinés au sein des différentes directions de Renault et touchent directement chaque salarié, avec des indicateurs permettant de mesurer le niveau de performance à atteindre. Pour réaliser ces objectifs, le groupe prévoit un élargissement de l’offre, avec plus de huit nouveaux modèles par an dont une extension de la gamme des modèles les plus populaires et la mise en place d'une véritable offre haut de gamme ainsi que des modèles de type SUV ou Crossover. En même temps, Renault prévoit d’affiner son fonctionnement avec un programme de réduction de coûts au niveau des achats, de la fabrication et de la logistique, ainsi que l'optimisation des investissements, plus particulièrement par le biais des synergies entre Renault et Nissan.
Le plan est globalement bien accueilli, notamment en raison de la clarté des objectifs. À la suite de son annonce, des modèles semblables sont lancés chez les concurrents de Renault, à l'instar de CAP 2010 chez PSA ou du plan de Fiat.
Ghosn considère 2006 comme une « année charnière » dans la mesure où Renault se mobilise fortement sans percevoir encore les retombées positives du plan. Selon Ghosn, l'entreprise subit pendant cette année « un certain nombre de changements profonds », notamment au niveau des efforts et de l'organisation à l'interne, à la suite de la mise en œuvre du Contrat. Les résultats ne sont pas encore ceux espérés, avec un bénéfice net en recul par rapport à 2005. Néanmoins, même si la marge est moins élevée que les 3,20 % réalisées en 2005, à 2,56 % elle est tout de même meilleure que prévu, et Ghosn reste confiant dans la capacité de l'entreprise à atteindre les objectifs en 2009 comme le prévoit le Plan.
Durant l'année 2006 également, l'étude, abandonnée par la suite, d'une nouvelle Alliance avec un partenaire nord-américain (d'abord General Motors) suscite la crainte des autres constructeurs mondiaux,. L'Alliance étudie également la possibilité de racheter Chrysler, qui est alors en forte perte de vitesse.
Cependant, la crise financière mondiale de 2007-2008 n’est pas sans effet sur le groupe. Les bénéfices de Renault reculent de plus de 7 % en 2007. La nouvelle Twingo II, qui devait être en 2007 l'un des fers de lance de la marque, connaît de nombreux retards et sa commercialisation ne permet pas à Renault de gagner plus que 1 % en 2008 (à comparer aux 4,3 % de Citroën), tandis que la Laguna 3 ne semble pas tenir les espoirs placés en elle par le management de Renault. La CGT déclare à la suite de la parution des résultats que « si les actionnaires pouvaient se réjouir de tels résultats, ce sont les salariés qui en ont payé le prix fort » du fait des réductions d'effectifs et d'une dégradation des conditions de travail.
En revanche, si les résultats de Renault se font attendre malgré le lancement des nouveaux modèles, ceux de Nissan restent d'un très bon niveau avec une marge opérationnelle de 7,4 % en 2006-2007 (légère baisse par rapport à 2005).

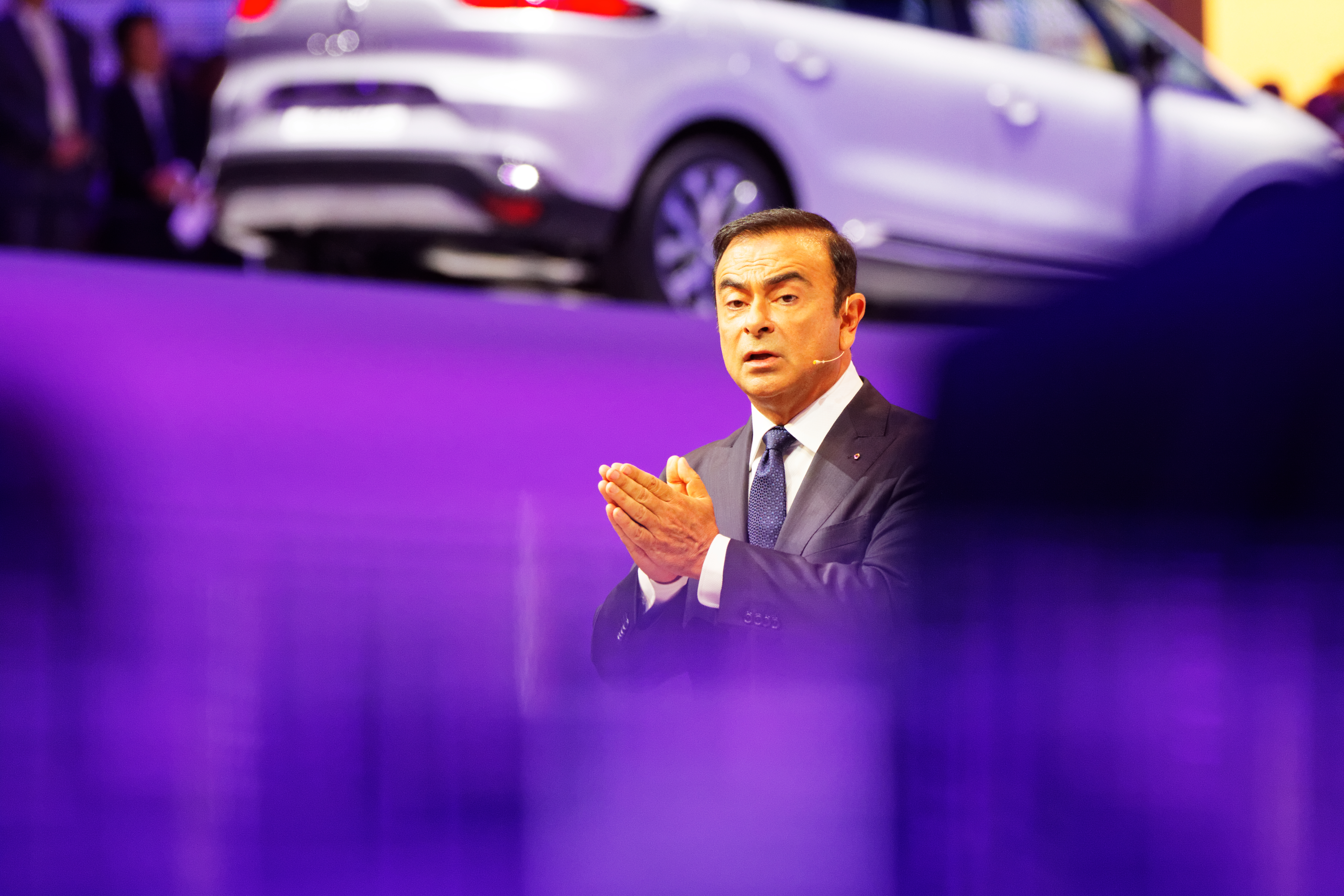
Carlos Ghosn présentant la Renault Espace V lors du Mondial de l'automobile de Paris 2014.

En juillet 2008, Ghosn doit avouer que son objectif de vendre 800 000 véhicules de plus en 2009 par rapport à 2005 ne se réalisera pas, en particulier à cause des effets de la crise économique mondiale des années 2008 et suivantes sur l'économie. Il va donc revoir son plan-produit et préparer un plan de restructuration pour la rentrée 2008, qui comporte quelque 6 000 suppressions de postes dont quelque 4 800 en France, ce qui est fortement contesté par les syndicats, même si les départs sont basés sur le volontariat,,. Cependant, en dépit de mesures mises en place dans un effort de maintenir les ventes, telles la « prime à la casse » en France, les ventes de Renault en Europe de l'Ouest baissent au cours du deuxième trimestre 2008, avec une baisse des immatriculations de plus de 25 % au seul mois de décembre,. Même si, à 599 millions d'euros (incluant Nissan et Volvo dont Renault détient 20 % du capital depuis 2000), le résultat net pour l'année 2008 est positif, il est tout de même en repli de 78 % par rapport à l'année précédente, et le chiffre d'affaires est également en baisse de 7 %.
En février 2009, Ghosn annonce le bilan du Contrat 2009. Deux objectifs n'ont pas été atteints, en raison de la crise financière : celui de la croissance et celui de la rentabilité. Le chiffre d'affaires affiche une baisse de 11 % en 2008, faisant suite au repli de 2007, et la rentabilité recule de 1,2 % à l'issue de l'exercice 2009. Le groupe subit une perte nette de 3,1 millions d'euros à la fin de l'exercice 2009. En outre, si l'endettement est moins important, c'est au prix d'une cession d'actifs que Ghosn avait refusé de considérer auparavant. Cependant, Ghosn souligne les avancées réalisées dans la qualité des véhicules et du service après-vente, avec 500 millions d'euros de baisse au niveau des dépenses de garantie, et une augmentation du taux de satisfaction client de 72 % à 80 % entre 2005 et 2008,. L'élargissement de la gamme des produits est de 17 nouveaux modèles et les sources de profitabilité sont passées d'un seul véhicule, la Mégane, sur le seul marché français, à trois lignes de produits - la Mégane, les utilitaires, et la gamme Logan - et une augmentation de 10 % du chiffre de ventes hors Europe,. Ghosn annonce que le plan de crise « durera aussi longtemps que durera la crise » et que, dès que la fin de celle-ci s'annoncera, Renault mettra en place un nouveau plan sur les mêmes bases que le contrat 2009.

### Plan Renault 2016: «Drive the Change»

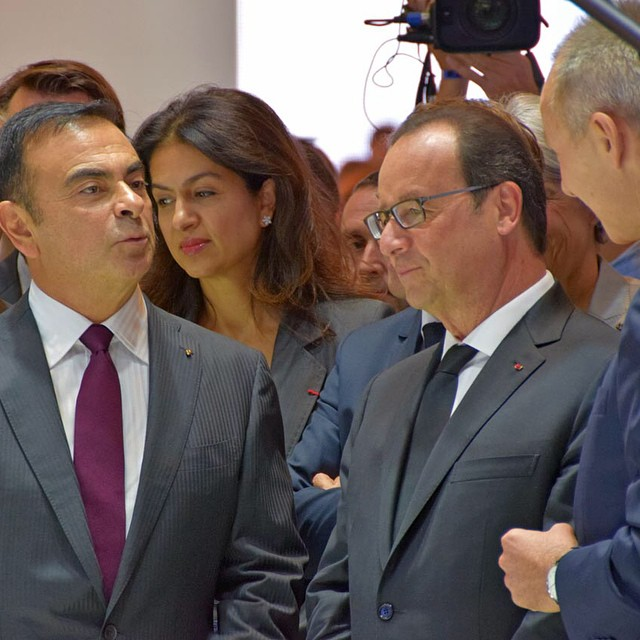
Carlos Ghosn accompagnant François Hollande lors de sa visite au Mondial de l'automobile de Paris 2014.

Le 10 février 2010, Carlos Ghosn annonce le plan qui mènera Renault jusqu'en 2016 : Drive the Change (« Conduire le Changement »). Ce plan met en avant trois axes principaux qui sont la voiture électrique, le renouveau du design et le développement international en collaboration avec les partenaires de l'Alliance, Nissan et AvtoVaz, et avec le soutien d'une coopération entre Daimler et l'Alliance,,,.
Chez Renault, les ventes des utilitaires enregistrent de bons résultats et les véhicules comme le Dacia Duster et la Dacia Sandero ont beaucoup de succès. Huit nouveaux modèles sont donc prévus pour compléter la gamme qui en compte 40, avec un design nouveau. Plus encore, Ghosn vise à asseoir l'Alliance au rang de premier constructeur mondial de voitures électriques en prévoyant une mise sur le marché de quatre nouveaux modèles de la gamme ZE. Outre la motricité électrique, Renault poursuit le développement de sa nouvelle génération de moteurs thermiques plus écologiques : Energy. Sur le plan international, les marchés brésiliens, indiens et russes, en pleine croissance, sont privilégiés,.
De son côté, Nissan continue le développement de sa gamme électrique, qui commence par la mise sur le marché de la Leaf, et de nouveaux sites de production aux États-Unis et au Royaume-Uni sont évoqués. Ghosn tient également à voir avancer pendant cette période l'avenir de la voiture auto-pilotée et dotée de la technologie intelligente, et Nissan y travaille en conjonction avec l'École polytechnique fédérale de Lausanne, en Suisse.
Au sein de l'Alliance, une réflexion est également menée à partir de 2012 sur la façon de doubler les synergies dégagées par le partenariat, ainsi qu'une étude de sa structure et de l'éventuel élargissement des compétences des coentreprises, voire de nouvelles coentreprises. La production de véhicules sur une nouvelle plateforme commune, appelée « Common Module Family », est également annoncée.
Cependant, fin 2013, Renault n'a pas encore réalisé certains objectifs du Plan 2016. Son chiffre d'affaires est en légère baisse et son bénéfice net est divisé par deux en raison du gel de ses opérations en Iran et des taux de change défavorables. Les ventes de véhicules totalisent 2,63 millions de voitures au lieu des 3 millions espérés et la marge opérationnelle pour 2013 est en dessous de son objectif de 5 %, bien qu'elle se situe à plus de 2 %. Néanmoins, cette marge représente une hausse significative, passant de 729 millions d'euros à plus d'un milliard d'euros avec un flux de trésorerie qui est en forte progression et que les analystes estiment avoir le potentiel d'augmenter davantage. En outre, les cinq modèles électriques produits par l’Alliance - la Leaf de Nissan et la Kangoo, la Twizy, la Zoé et la Fluence de Renault, réalisent un chiffre de vente total de 66 809 véhicules. Enfin, le Brésil et la Russie deviennent les deuxième et troisième marchés du groupe après celui de la France, tandis que Renault reste en tête des ventes en Turquie et en Algérie et commence à s'implanter en Chine.
Ce premier bilan mitigé n'entame en rien les objectifs de Ghosn, qui estime que la progression se trouve dans la construction d'un avantage compétitif à long terme et non pas dans des modifications des prévisions à court terme. En avril 2014, après une année 2013 plus favorable, notamment à la suite des accords de compétitivité signés avec tous les syndicats français à l'exception de la CGT, Renault estime pouvoir atteindre les objectifs du Plan. Ghosn continue aussi de défendre la stratégie à moyen terme « Power 88 » de Nissan qui vise à assurer au groupe japonais, dès 2016, 8 % des ventes de voitures mondiales et 8 % de bénéfices opérationnels.
Lors de l’annonce des résultats financiers de 2016, le Groupe Renault avait atteint l’ensemble des objectifs du plan « Drive the Change », en établissant un chiffre d’affaires et une marge opérationnelle records. Cette même année, Renault annonce l’opération de recapitalisation du constructeur russe AvtoVaz, étendant ainsi sa présence au marché russe sur lequel le Groupe, avec l’Alliance, représente près du tiers des parts de marché.

### Plan Nissan 2016: «Power 88»

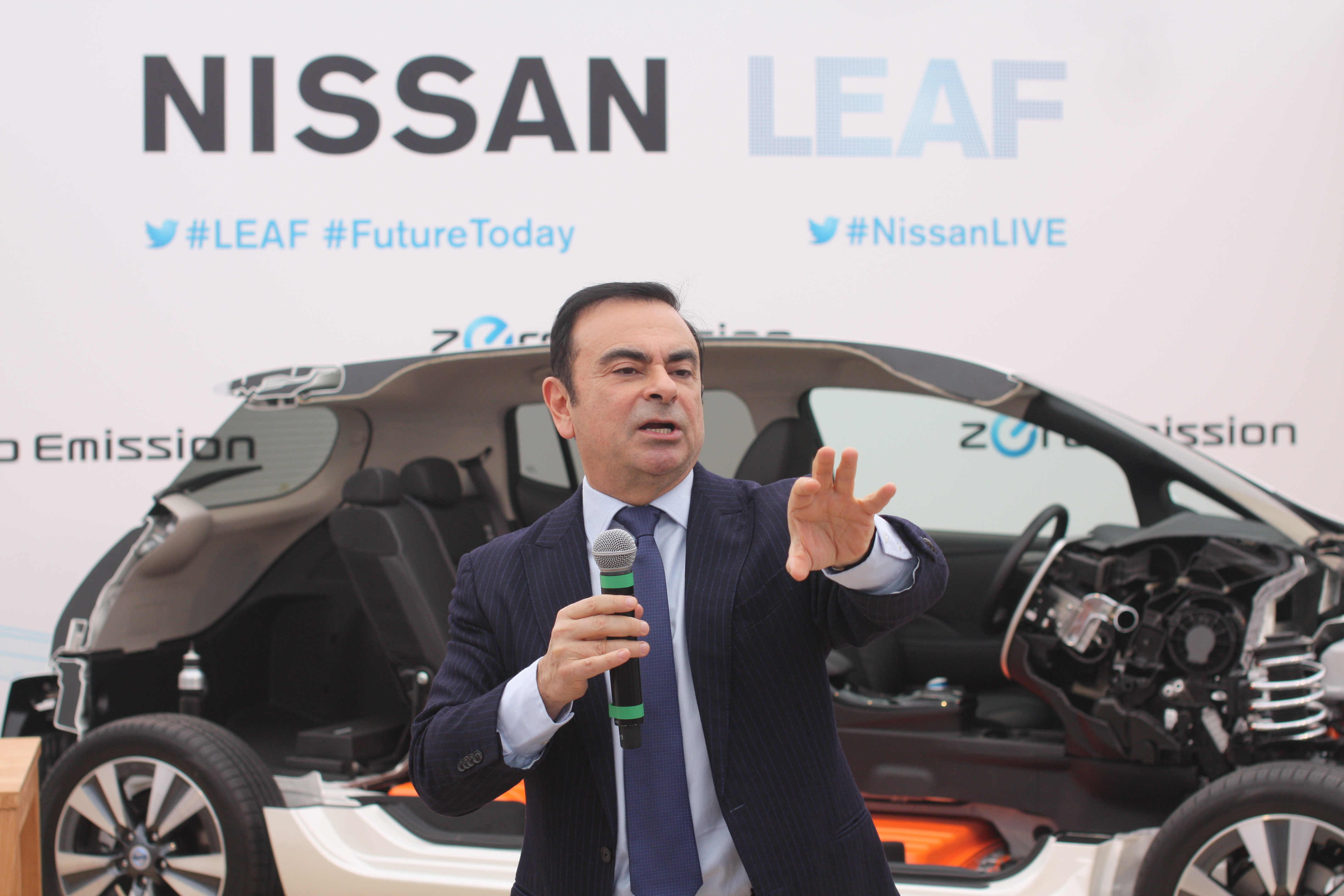
Carlos Ghosn (Oslo, le 8 avril 2013).

Le 27 juin 2011, Carlos Ghosn révèle le plan qui conduira Nissan jusqu'en 2016 : « Power 88 ». Ce plan prévoit une augmentation du volume des ventes pour passer des 5,8 % enregistrés en 2010 à 8 % du marché mondial en 2016, et une progression de la marge opérationnelle de 6,1 % à 8 %. Pour ce faire, le plan table sur la poursuite des efforts dans la commercialisation des voitures électriques telles la Leaf, avec une gamme élargie d'au moins 8 modèles et un objectif commercial de 1,5 million de véhicules électriques vendus sur la période, entre Nissan et Renault. Le plan produit prévoit en outre la sortie d'un nouveau modèle toutes les six semaines, dont 10 modèles de la marque Infiniti, et un objectif de 10 % de part de marché du segment haut de gamme,. Il est également prévu un accroissement de la présence du groupe dans des marchés émergents comme la Chine où Nissan se fixe les objectifs d'une augmentation de la capacité de production et d'une part de marché de 10 %, et le Brésil où le constructeur prévoit d'installer une nouvelle usine d'assemblage de véhicules sur le châssis commun développé avec Renault. La politique de réduction des coûts, en vigueur depuis 1999, se poursuit avec un objectif de réduction supplémentaire de 5 % avant 2016,.
À mi-parcours du plan « Power 88 », la Leaf se vend de manière encourageante, avec plus de 50 000 unités vendues en 2011 et 2012, et en 2013, les ventes de la Leaf franchissent le cap des 100 000 exemplaires tandis que la Zoé de Renault se vend à 10 000 exemplaires. Les marchés japonais et américains sont les plus porteurs, alors que celui de l'Europe reste hésitant avec seulement 7 000 unités recensées dans 17 pays fin 2012 avant de connaître un essor en 2013 et 2014, avec, pour le seul marché français, la Zoé et la Leaf en tête des ventes avec des ventes mensuelles avoisinant les 400 unités pour la Zoé, et 100 unités pour la Leaf,. Cependant, le constructeur japonais essuie deux années décevantes (2012 et 2013) au niveau global des ventes, et sa marge d'environ 4,7 % reste encore loin des 8 % prévus par le plan. Le groupe est pourtant largement bénéficiaire fin 2013, avec un bénéfice net en hausse de 14 % et un bénéfice opérationnel de 13,9 % enregistrés pour l'année fiscale avril 2013-mars 2014,.
En février 2017, Ghosn annonce qu'il quitte ses fonctions de PDG de Nissan à partir du 1er avril 2017, tout en restant président du conseil d'administration du constructeur japonais,,. C'est Hiroto Saikawa qui en prend la direction.

### AvtoVAZ

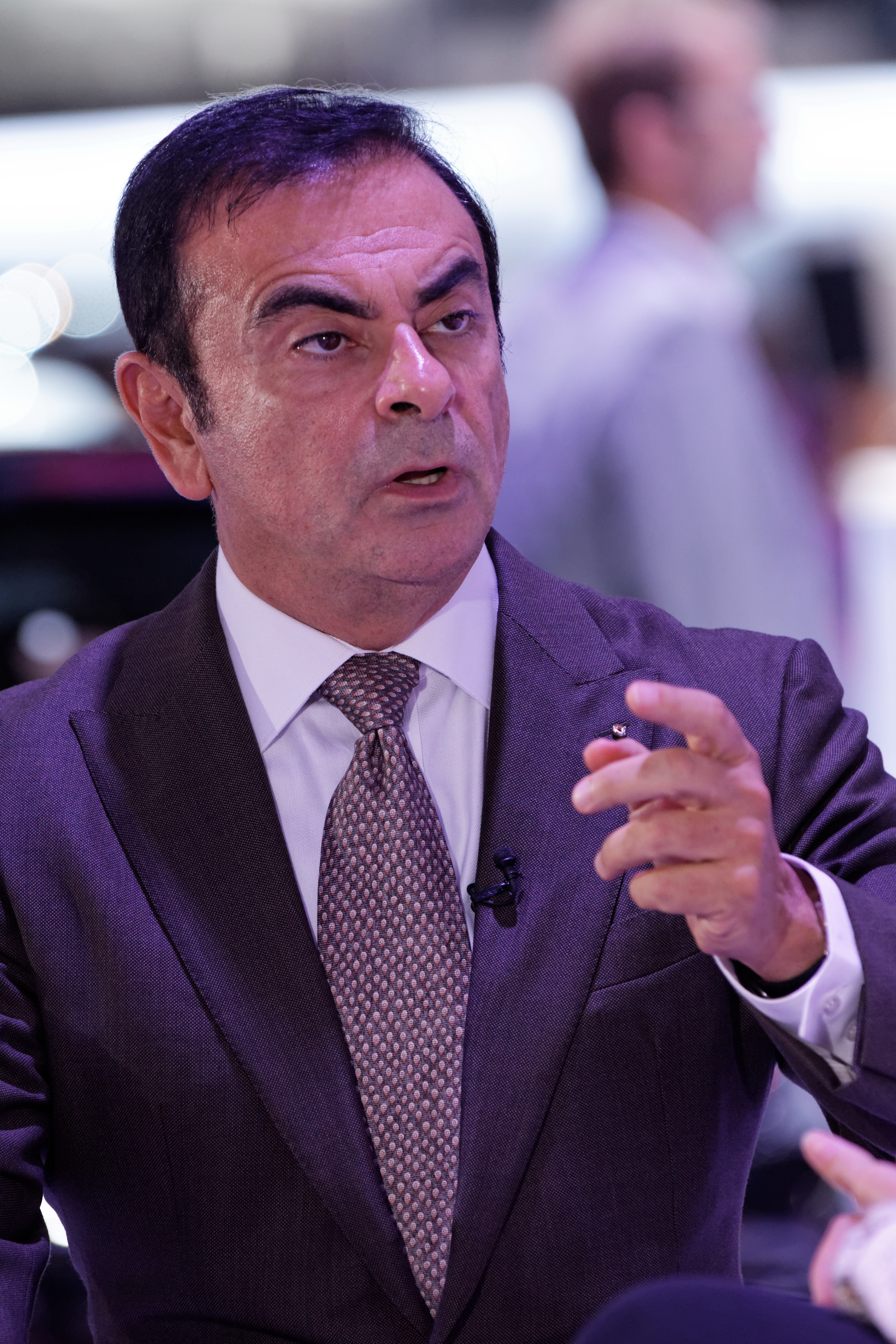
Carlos Ghosn lors d'une interview à l'occasion du Mondial de l'automobile de Paris 2012.

Le 27 juin 2013, Carlos Ghosn est nommé président du conseil d’administration du groupe russe AvtoVAZ, constructeur de la marque Lada, à la suite de la création d'une coentreprise avec l'entreprise publique russe Rostekhnologuiï, « l'Alliance Rostec Auto BV », dont l'Alliance Renault-Nissan reçoit 67,13 % le 18 juin 2014,. Il conservera cette fonction jusqu'en juin 2016,.

### Mitsubishi
En octobre 2016, une autre responsabilité vient s’ajouter à celles du PDG de Renault et de Nissan. Après que Nissan a obtenu le contrôle de fait du groupe Mitsubishi Motors par l’acquisition de 34 % des parts sociales, Carlos Ghosn en est nommé président du conseil d’administration, dont il prendra officiellement les fonctions en décembre 2016,. Son objectif est de redresser le constructeur japonais après les mois de controverse que ce dernier a traversé en raison d’une fausse déclaration par rapport aux économies de carburant et la chute de revenus qui s’est ensuivie,. L’association de Renault, Nissan et Mitsubishi comporte des partenariats dans le développement de voitures électriques pour le compte de Mitsubishi. L’alliance Renault-Nissan-Mitsubishi se situe en 2016 au 4e rang mondial des constructeurs automobiles, après Toyota, Volkswagen AG, et General Motors.

### Partenariat avec Daimler
Le 7 avril 2010, Carlos Ghosn rencontre le président de Daimler, Dieter Zetsche, pour signer des accords de partenariat entre l'Alliance Renault-Nissan et le constructeur allemand. Cette participation croisée permet à Daimler de recevoir, respectivement, 3,1 % des parts de Renault et 3,1 % des parts de Nissan, tandis que Nissan et Renault reçoivent chacun 1,55 % des parts de Daimler. Ce partenariat est à la base d'une coopération industrielle stratégique avec trois projets communs qui concernent les véhicules utilitaires, les petites voitures - dont la Smart de Daimler qui sera fabriquée sur la même plate-forme que la Renault Twingo - et les moteurs électriques,. Quatre ans plus tard, Ghosn annonce, lors du Mondial de l'Automobile de Paris 2014, que grâce à cet accord, les revenus annuels des deux partenaires ont « plus que doublé en six ans » et que les économies de coûts relatives aux projects communs ont largement dépassé les prévisions. Les projets se poursuivent entre l'Alliance et Daimler, et Ghosn estime que le partenariat « permet l’accélération d'une mise sur le marché d'un certain nombre de véhicules majeurs ». Renault et Nissan fournissent des moteurs diesel pour les Mercedes Classe A, Classe C et d'autres véhicules, et Ghosn et Zetsch annoncent en juin 2014 un projet de coentreprise au Mexique qui doit aboutir au démarrage, dès 2017, d'une usine de production des voitures haut de gamme Infiniti de Nissan et des voitures Mercedes,.

## Affaire Carlos Ghosn
L’affaire Carlos Ghosn est une affaire financière portant sur des soupçons de malversations financières impliquant supposément M. Ghosn. Des procédures sont ouvertes dans treize pays, dont le Japon, la France, les Pays-Bas, les États-Unis, la Suisse, le Brésil, le Liban, les Émirats arabes unis, l'Oman, et l’Arabie saoudite.
Le 20 mai 2021, il est condamné à payer 5 millions d'euros en guise de remboursement à Nissan et Mitsubishi par la justice des Pays-Bas.

### Arrestation et inculpation au Japon

#### Première arrestation
Le 19 novembre 2018, Nissan annonce que Carlos Ghosn a été arrêté le jour même par la justice japonaise. Il est soupçonné d'abus de biens sociaux (utilisation de biens de l’entreprise à des fins personnelles, notamment afin de rénover des villas lui appartenant aux Pays-Bas, en France, au Liban et au Brésil). Un communiqué indique que le directeur général, Hiroto Saikawa, va demander au conseil de Nissan de le déchoir de ses fonctions d'administrateur et de président.
Les conditions de son arrestation à la sortie de son jet privé, qui fait suite à une enquête de Nissan communiquée à la justice japonaise, et la dureté inhabituelle au Japon des propos de Saikawa, président exécutif de Nissan, qui font chuter Ghosn de son « piédestal » pour le « jeter en pâture » au public, provoquent questions et étonnement chez plusieurs observateurs,,.
Cette arrestation intervient dans un contexte de tension lié à la fusion Nissan-Renault. Ghosn étant favorable à une renégociation de l'Alliance, Saikawa avait publiquement annoncé en mai 2018 que la fusion n’était pas d’actualité. À l'annonce de son incarcération au centre de détention de Tokyo, des soupçons de coup monté ont émergé. Néanmoins, l'Élysée et l'entourage de Renault refusent de croire à un complot contre Ghosn,.
Selon le journal japonais Asahi Shinbun, Ghosn est suspecté de fausses déclarations auprès des autorités financières et boursières japonaises pour n’avoir pas déclaré 30 millions d’euros de revenus entre 2010 et 2015 chez Nissan, d’avoir sous-estimé son salaire pour 25 millions d’euros pendant trois ans entre 2015 et 2016, d’avoir signé un accord secret de retraite-chapeau à hauteur de 70 millions d’euros avec Nissan depuis 2010, quand la limite imposée par Nissan et la loi japonaise était de la moitié et ne pas l’avoir déclaré aux autorités boursières, en plus d’avoir fait endosser des pertes personnelles à Nissan sur des produits dérivés financiers pour 14 millions d'euros lors de l’effondrement de la banque Lehman Brothers en 2008.

#### Démission de Renault et libération sous caution
Le 24 janvier 2019, il démissionne de ses fonctions de PDG de Renault. Le 30 janvier, lors d'un entretien accordé au quotidien économique Nikkei, il soutient que les dirigeants de Nissan orchestrent un complot contre lui, une mise en accusation rejetée par Nissan le même jour,. Le 12 février 2019, Renault annonce que Ghosn ne touchera aucune indemnité de départ alors que certaines sources avaient évoqué un chiffre de 30 millions d'euros. L'ex-PDG n'aura pas non plus droit à l'acquisition de ses actions, le conseil d'administration constatant qu'il n'est plus au sein de l'entreprise, condition indispensable pour toucher ces actions.
Après plusieurs rejets, le tribunal de Tokyo autorise finalement la libération sous caution de Ghosn le 5 mars 2019, la caution s’élevant à 7,9 millions d'euros. Il n'est pas autorisé à quitter le Japon et tous ses déplacements en dehors du logement qu'il a indiqué aux autorités japonaises devront être soumis à une autorisation du juge. Ghosn n'a pas non plus le droit de communiquer avec des parties prenantes à l'affaire.
Le Figaro estime qu'il s'agissait d'une « justice de l'otage »,, tout comme CNN.
Début avril 2019, il est révélé que le parquet de Tokyo envisage de nouvelles poursuites contre Ghosn,. Le même jour, Renault indique que Ghosn quitte le conseil d'administration de l'entreprise. Ce dernier va supprimer la retraite prévue pour Ghosn estimée à 770 000 euros par an,.

#### Seconde arrestation et seconde libération sous caution
Carlos Ghosn annonce qu'il s'exprimera publiquement le 11 avril pour « dire toute la vérité »,. Il en est finalement empêché puisqu'il est de nouveau arrêté et placé en détention pour abus de confiance aggravé le 4 avril 2019. Son avocat, Jun'ichirō Hironaka (ja), dénonce l'iniquité de cette procédure. Jean-Yves Le Drian, ministre français des Affaires étrangères, appelle le Japon à faire respecter les droits de Ghosn.

#### Versement d'un million de dollars d'amende civile aux États-Unis
Visés par la SEC, le régulateur américain des marchés financiers, Carlos Ghosn et Nissan sont contraints de verser respectivement un million et quinze millions en septembre 2019 en échange de l'abandon de poursuites. Carlos Ghosn était accusé d'avoir dissimulé aux investisseurs 140 millions de dollars dans le cadre de sa rémunération par Nissan pour son futur départ à la retraite. Il n'a jamais touché l'argent, mais se résout donc à un compromis, qui lui interdit désormais pendant dix ans de diriger toute entreprise américaine cotée en bourse.

#### Procès au Japon et contre-attaque des avocats
Alors que le procès a lieu le 24 octobre 2019 à Tokyo, les avocats de Carlos Ghosn dénoncent une « enquête extrêmement illégale » de la part des autorités japonaises. Carlos Ghosn plaide non-coupable à tous les chefs d'accusation qui pèsent sur lui, et ses avocats dénoncent de supposées irrégularités contenues dans la procédure (dissimulation de preuves, collusion, saisies illégales). Selon eux, « une task-force s'est constituée contre l'ancien PDG de Renault-Nissan dans le but de lui imputer des fautes et de l'évincer ». La stratégie de défense de Carlos Ghosn est qualifiée par la presse de « quitte ou double » judiciaire. Un procès au civil s'ouvrit à Yokohama le 13 novembre 2020.

#### Soupçon d'éventuelle initiative d'intelligence économique
Plusieurs experts et observateurs s'interrogent sur l'éventualité d'une initiative orchestrée discrètement par de hauts responsables de Nissan. La journaliste Bertille Bayart dresse un état des lieux très précis, de l'aube du scandale jusqu'à plusieurs années par la suite, publiant un livre et de nombreux articles en enquêtant pour le Figaro. D'autres spécialistes de l'intelligence économique s'interrogent sur les conséquences relatives au management, aux responsabilités et à l'avenir du constructeur et de sa gouvernance, évoquant l'idée d'une chute délibérée pour éviter une fusion avec le constructeur français Renault, non souhaitée par les équipes japonaises de Nissan. En complément, l'agence économique Bloomberg publie plusieurs enquêtes, dont l'une mettant en avant les méthodes qualifiables d'espionnage que l'industriel a fait subir(surveillance et filatures) à l'ancien secrétaire général du constructeur après qu'il a communiqué des dysfonctionnements de l'enquête interne de Nissan aux dirigeants.

### Évasion du Japon

#### Préparatifs
Sous le coup de quatre inculpations au Japon pour corruption, Carlos Ghosn réside dans une villa de Tokyo dont l'entrée et la sortie sont surveillées par caméra par la police pour éviter son départ.
Les trois passeports de Carlos Ghosn (français, libanais, brésilien) étaient conservés par ses avocats japonais, pour limiter les risques de fuite. Mais, une autorisation exceptionnelle du tribunal lui permettait de conserver un deuxième passeport français sur lui dans un étui fermé par un code secret, connu de ses seuls avocats.
L’évasion a été préparée durant les six précédents mois, lors de rencontres dans un hôtel de Tokyo entre Peter Taylor, un ancien des Forces spéciales, qui a créé l'entreprise de sécurité baptisée American International Security Corp (AISC) et Carlos Ghosn,.
Selon l’agence Reuters, Carlos Ghosn aurait réalisé deux transferts d’argent : un premier de 540 000 dollars le 9 octobre 2019 et un second de 322 000 dollars le 25 octobre 2019 depuis un compte parisien vers le compte de la société américaine Promote Fox LLC dirigée par Peter Taylor et Michael Taylor.
Un contrat d’un montant total de 350 000 dollars passé avec la société turque MGN Jet pour la location du jet privé a été signé le 24 décembre 2019 par un certain Dr Ross Allen, probable prête-nom et contresigné par Okan Kösemen, un cadre de MGN Jet.
Le 26 décembre 2019, la société Al-Nitaq Al-Akhdhar General Trading vire la somme de 175 000 dollars à MNG Jet, pour la location du Bombardier Global Express immatriculé TC-TSR. Nissan avait chargé une société privée de surveiller Carlos Ghosn, pour éviter toute interaction avec des protagonistes du procès. Une surveillance contestée par ses avocats, qui ont menacé de porter plainte contre le constructeur japonais. Nissan cesse cette surveillance, selon Reuters, le dimanche 29 décembre 2019 vers midi.

#### Fuite
Le 29 décembre 2019, d'après les images de la vidéosurveillance installée par les autorités et consultées par la télévision japonaise NHK, Carlos Ghosn, coiffé d'un chapeau et portant un masque chirurgical quitte seul sa résidence vers 14 h 30 et se rend à l'hôtel Grand Hyatt de Tokyo. Dans cet établissement, il retrouve deux personnes qui se font passer pour des musiciens : Michael Taylor et George Antoine Zayek se présentant comme un responsable de la sécurité. À la fin du concert, ils dissimulent Carlos Ghosn dans une « flight case », une malle pour instruments de musique, dotée de roues et percée de 70 trous, permettant à Carlos Ghosn de respirer,. Le Wall Street Journal publie d’ailleurs une photo de cette boîte, retrouvée dans un jet en Turquie.
Ils auraient ensuite transféré Carlos Ghosn à bord d'un Shinkansen jusqu'à un aéroport de province, aux contrôles moins stricts que les deux grands aéroports de Tokyo, afin de le faire embarquer dans le Bombardier Global Express de MGN Jet à destination de la Turquie. Un avion d'affaires a décollé, à 23 h 10 dimanche 29 décembre 2019, de l'aéroport international du Kansai à destination de l'aéroport Atatürk d'Istanbul. Le journal japonais Mainichi déclare que « les passagers des jets privés qui quittent le Japon ne sont pas forcés de soumettre leurs bagages à vérification ». Selon le Wall Street Journal, Michael Taylor et George Zayk étaient dans le Bombardier Global Express TC-TSR de la compagnie MNG Jet, qui a transporté Carlos Ghosn d’Osaka à Istanbul.
Carlos Ghosn aurait atterri à l'aéroport d'Atatürk vers 5 h 20 le 30 décembre 2019. Sur place, Okan Kösemen aurait assuré le transit d’Istanbul à Beyrouth, où Carlos Ghosn serait tout simplement passé d’un jet à l’autre en voiture. Okan Kösemen, le directeur des opérations de MNG Jet, aurait falsifié les documents de vol pour que n'apparaisse pas le nom de Carlos Ghosn sur la liste des passagers. Quarante-cinq minutes plus tard, un Bombardier Challenger 300 immatriculé TC-RZA, de la même compagnie, s'est envolé d'Istanbul pour gagner l'aéroport Rafic Hariri International de Beyrouth. Carlos Ghosn entre légalement au Liban à l'aide d'un passeport français, selon la chaîne libanaise MTV citant une source officielle.

#### Conséquences
La ministre japonaise de la Justice, Masako Mori, suppose que ce départ ne s'est pas opéré selon des procédures légales, mais en utilisant des méthodes pour sortir illégalement du pays.
Carlos Ghosn déclare ne pas avoir « fui la justice », mais s’être « libéré de l'injustice et de la persécution politique », et se félicite de pouvoir enfin communiquer librement avec les médias. Un de ses avocats japonais, Jun'ichirō Hironaka (ja), qui conservait ses passeports dans le cadre des conditions de la liberté sous caution, se dit « abasourdi » par cette évasion et annonce sa démission en tant que conseil de l'ancien dirigeant de Renault ; tous les autres avocats du cabinet Hironaka démissionnent également. Après s’être qualifié de « trahi », un autre de ses avocats exprime sa compréhension au vu de la dureté du système judiciaire japonais.
La BBC analyse la fuite de Carlos Ghosn comme la conséquence du système japonais du hitojichi shihō, « la justice par la prise en otage » ; en effet, au Japon, l'essentiel des condamnations est fondé sur les aveux de l'accusé, qu'il importe donc de garder en prison jusqu'à ce qu'il avoue. De son côté, CNN cite le directeur des études asiatiques du campus japonais de l'université Temple, qui déclare que « ce système de « justice par la prise en otage » ne résiste pas à un examen minutieux ». Ce système est d’ailleurs très critiqué au Japon même, notamment par la « Japan Federation of Bar Associations ».
Le Japon et le Liban sont tous deux membres d'Interpol. Il n'existe en revanche aucun accord d'extradition entre le Japon et le Liban, qui ne livre pas ses ressortissants. Des poursuites et un procès peuvent cependant être menés sur le sol libanais, si le dossier est transmis à la justice libanaise. Le 2 janvier 2020, une notice rouge venant d'Interpol visant Carlos Ghosn est reçue par le Liban. Carlos Ghosn est depuis considéré comme un fugitif international.
Le 20 mai 2020, les deux Américains soupçonnés d'avoir aidé Carlos Ghosn à échapper à la justice nipponne, Michael Taylor et son fils Peter Taylor, 27 ans, sont arrêtés. Le 3 juillet 2020, le Japon a formellement demandé aux États-Unis d'extrader ces deux personnes. En mars 2021, après neuf mois en détention provisoire aux États-Unis, ils sont extradés au Japon. Ils y sont jugés en juillet 2021 et sont condamnés à 24 mois de prison pour Michael Taylor et à 20 mois de prison pour Peter Taylor. En novembre 2022, ils rentrent aux États-Unis où Michael Taylor finit de purger sa peine dans une prison de Los Angeles (jusqu'au 1er janvier 2023) tandis que Peter Taylor – ayant terminé de purger sa peine – retrouve sa famille dans le Massachusetts.
Le 3 juillet 2020 à Istanbul, le procès de sept Turcs, soupçonnés d'avoir aidé Carlos Ghosn dans sa fuite s'ouvre. L'un des cadres de MNG Jet Okan Kösemen, ainsi que quatre pilotes et deux hôtesses de l'air font partie des prévenus. Le 24 février 2021, Okan Kösemen et deux pilotes ont été condamnés à quatre ans et deux mois de prison et à payer une amende de plus de 30 000 livres turques (environ 3 500 euros) pour trafic de migrants. La justice turque a par ailleurs acquitté les deux autres pilotes et les deux hôtesses de l'air.

### Enquêtes en France

#### Abus de biens sociaux pour son mariage
En mars 2019, alors qu'il est assigné à résidence au Japon, le parquet de Nanterre ouvre une enquête préliminaire sur l'organisation du mariage de Carlos Ghosn au château de Versailles en octobre 2016.
À la suite de cette enquête, l'affaire est transmise en février 2020 à un juge d'instruction qui ouvre une information judiciaire pour « abus de biens sociaux, abus de confiance aggravés, faux et usage, blanchiment aggravé d'abus de biens sociaux » concernant des faits commis entre 2009 et 2020. La justice le soupçonne d'avoir organisé deux soirées d'ordre privé au Château de Versailles, en échange d'une convention de mécénat entre Renault et l'établissement gérant le château. Elle s'intéresse également à des « flux financiers suspects entre la société SAS Renault et un distributeur de véhicules à Oman, la société SBA »,.
Le 22 avril 2022, dans le cadre de cette affaire, la justice émet un mandat d'arrêt international contre Carlos Ghosn, réfugié au Liban depuis 2019. Toutefois, le mandat d'arrêt émis par le juge Serge Tournaire ne devrait pas être exécuté, la loi libanaise interdisant strictement l'extradition de ses ressortissants.

#### Suspicion d'abus de pouvoir par dirigeant de société dans l'affaire Dati
Le 15 novembre 2024, le Parquet national financier requiert un procès contre Carlos Ghosn et Rachida Dati pour des faits présumés de « corruption passive » et « trafic d’influence passif ». En 2021, alors que Ghosn est au Liban, Dati est mise en examen, elle est soupçonnée d'avoir perçu 900000 euros de rémunérations sans contrepartie de travail de la part d'une filiale de Renault-Nissan alors que celle-ci était eurodéputée. Le Parquet national financier requiert le renvoi en correctionnelle des deux suspects le 22 juillet 2025

## Gestion d'entreprise

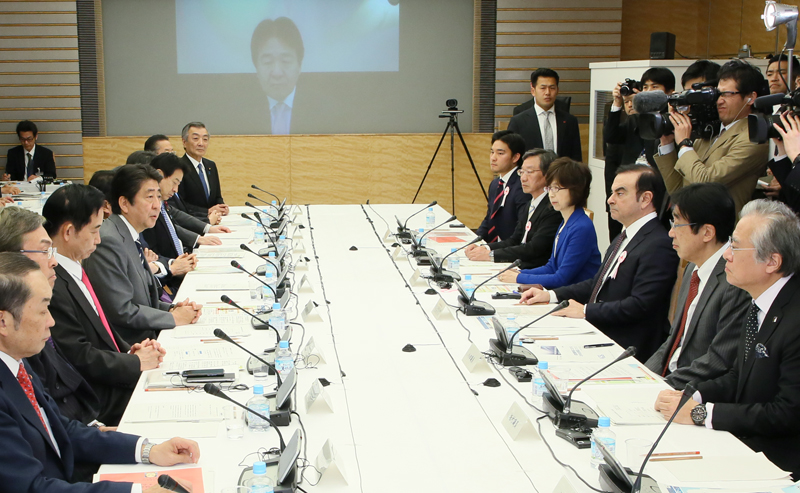
Carlos Ghosn en réunion de travail avec le premier ministre japonais Shinzō Abe (Tokyo, 2017).

### Approche multiculturelle
Carlos Ghosn a mis en place un style de direction valorisant les méthodes multinationales présentes dans les entreprises dont il a eu la responsabilité,,,. Il décrit cette approche dans son livre Citoyen du Monde, publié en 2003, en collaboration avec Philippe Riès, puis en anglais en 2005 sous le titre de Shift. Polyglotte, Ghosn parle couramment l'anglais, l'arabe, le portugais et le français. Il a également une bonne maîtrise de l’espagnol et possède quelques notions de japonais,,. Sa familiarité avec une pluralité de cultures lui facilite l'application de son approche dans les entreprises dont il a eu la charge et lui permet de la faire comprendre et accepter,,,.

### Engagement personnel
Aux yeux de Carlos Ghosn, l'engagement et le consensus de toutes les personnes concernées dans l'entreprise sont des éléments primordiaux de réussite. Toujours selon lui, le chef d'entreprise doit s'engager tout autant que ses employés,,,. Chez Nissan, Ghosn a mis en place des groupes de travail portant sur la résolution des problèmes organisationnels,. En outre, il démontre son engagement personnel en promettant de démissionner si les résultats de son plan de redressement ne sont pas atteints,,. Cette approche a convaincu les Japonais même si elle a bouleversé des traditions bien ancrées en abolissant l’emploi à vie, l’avancement en fonction de l’ancienneté et les keiretsu (participations croisées entre les grandes entreprises et leurs fournisseurs),. De plus, Ghosn prend soin d'expliquer personnellement sa démarche à ses collaborateurs, en les motivant non pas par la simple récompense, mais par l'implication personnelle de tous dans les démarches de l'entreprise — jadis impensable dans la culture d'entreprise japonaise — et en les incitant à atteindre des objectifs bien précis,,.
Chez Renault, il procède d'une manière similaire. Dès son arrivée en France en 2005, en tant que remplaçant de Louis Schweitzer à la tête de Renault, Ghosn commence par un tour approfondi des usines françaises et étrangères du groupe, pendant lequel il rencontre le personnel, de la direction aux opérateurs et même parfois les concessionnaires.
Carlos Ghosn privilégie une politique de performance fondée sur la qualité et l’innovation, et œuvre pour la transparence par le biais de la communication, car il estime que non seulement cette dernière est un outil de base de la gestion d'entreprise, mais aussi que « la réalité de notre marque est la perception que nos clients en ont »,.

### Faux espions de Renault
Carlos Ghosn est en première ligne dans l'affaire d'espionnage supposée sur le projet de voiture électrique de Renault. En janvier 2011, il affirme en direct sur TF1 que « si on n'avait pas de certitudes, nous n'en serions pas là » et que les preuves sont « multiples ». À la suite d’une gestion chaotique mettant en lumière les pratiques managériales du groupe, et d’une enquête de la DCRI (direction centrale du Renseignement intérieur) révélant que les accusations portées contre trois cadres étaient fondées sur de fausses informations, Carlos Ghosn présente ses excuses le 14 mars 2011 aux trois employés injustement soupçonnés. Il est entendu par la justice à deux reprises, en décembre 2011 et juin 2019. Son adjoint Patrick Pélata est contraint de quitter le groupe en août 2012 afin de protéger la direction. Des communiqués avaient été préparés en avance en cas de suicide ou de tentative de suicide d'un des trois employés. Ces communiqués auraient été intitulés « l'un des cadres a tenté de mettre fin à ses jours » ou « l'un des cadres a mis fin à ses jours ».

### Admiration et critiques
Carlos Ghosn fait partie des dirigeants particulièrement appréciés par Noël Goutard, ancien dirigeant de Valeo, aussi connu pour sa méthode de « management par le stress » critiquée très tôt par Christophe Dejours. Goutard propose à Ghosn de lui succéder lors de son départ, une offre que Ghosn n'accepte pas. Le magazine Forbes décrit Ghosn comme « l'homme qui travaille le plus durement dans le secteur brutalement compétitif de l'automobile », et les médias japonais le surnomment « Seven-Eleven » (« sept à onze ») pour son habitude de travailler très dur depuis le début de la journée jusque tard dans la soirée.

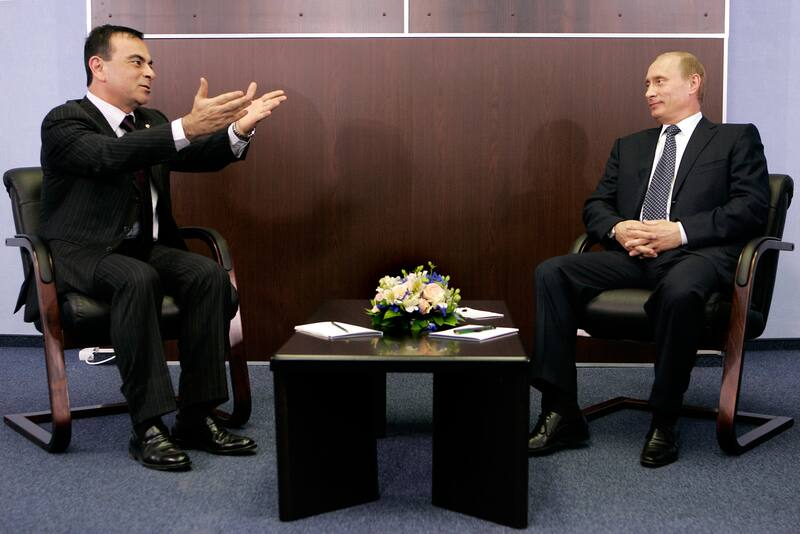
Carlos Ghosn avec Vladimir Poutine (Moscou, 13 juin 2006).

Dès son arrivée au Japon, Ghosn sait surmonter, en partie grâce à sa multiculturalité, les inquiétudes qu'avaient les Japonais par rapport à ses méthodes. Considéré par ses compétiteurs japonais comme un adversaire loyal, il est aussi très apprécié pour la rigueur de son travail, et il bénéficie d'un très grand respect non seulement auprès de ses pairs, mais aussi aux yeux du public. L'admiration dont il est l'objet va jusque dans l'édition, où il est le héros d'une bande dessinée japonaise, un manga, et le sujet de plusieurs livres de gestion sur sa stratégie à la tête de Nissan,. Sa décision d'investir quatre milliards d'euros dans le développement mené conjointement par Nissan et Renault d'une gamme complète de voitures électriques à prix abordable, dont la Nissan Leaf, fait l'objet d'un des quatre volets de la série documentaire La Revanche de la voiture électrique. Un bentô, boîte à repas apprécié des hommes d'affaires et des étudiants, est créé en son nom, ce qui est, selon le Financial Times, « une mesure de la montée extraordinaire de M. Ghosn au Japon ».
Face à la dévastation causée par le tremblement de terre et le tsunami qui a frappé l'archipel en mars 2011 Ghosn est un dirigeant très présent et met tout en œuvre pour que les usines Nissan reprennent le travail dans les meilleurs délais, malgré les difficultés d’approvisionnement. Le 29 mars 2011, Ghosn rend visite à la fabrique de moteurs Iwaki, dans la préfecture de Fukushima, à seulement 50 km de la centrale nucléaire dévastée de Fukushima Daiichi, et sous sa direction Nissan recommence les opérations de l'usine bien avant les prévisions,. Il apparaît aussi à la télévision japonaise pour encourager l'optimisme, et en mai 2011, il maintenait son engagement de faire construire un million de véhicules Nissan au Japon, tous les ans,,.

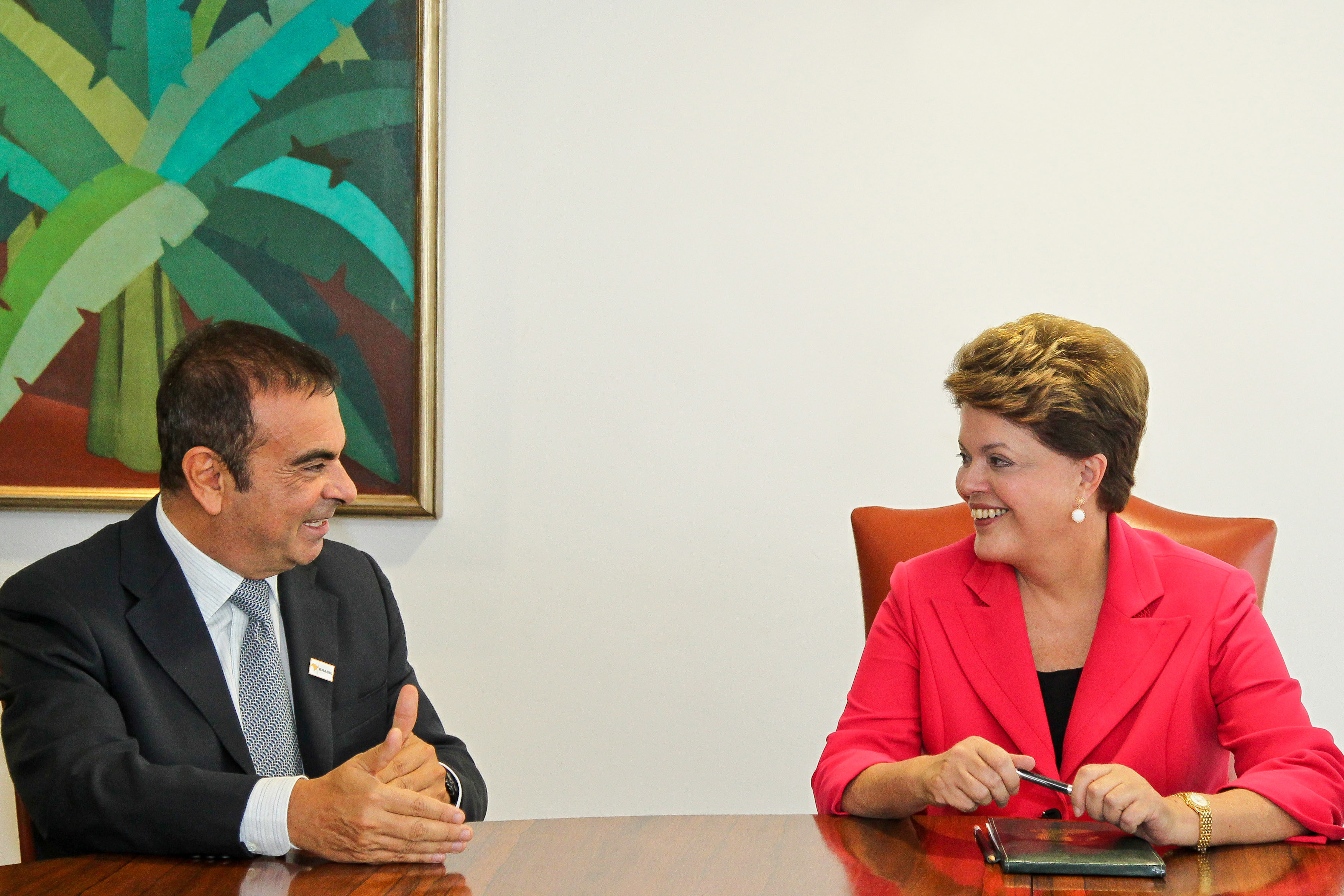
Carlos Ghosn avec Dilma Rousseff (Brasilia, 1er octobre 2011).

La gestion de Ghosn a essuyé de nombreux reproches. La fermeture en 1997 de l'usine Renault à Vilvorde, en Belgique, alors que le site avait été prévu pour la construction de la nouvelle Mégane, engendre un tollé général aussi bien politique et médiatique que syndical, même si sur les 3 000 suppressions de postes, seule une centaine sont des licenciements secs ; les autres employés sont replacés ou partent à la pré-retraite,. Il faut bien signaler que la fermeture de l'usine de Vilvoorde fut décidée en 1997, sous Louis Schweitzer, alors que Ghosn ne prit la tête de Renault qu'en 2005.
Une affaire d'espionnage industriel en 2011 mène à la mise à pied de trois cadres de chez Renault. L'affaire s'étant révélée fausse, Renault doit présenter des excuses,. Il est parfois reproché à Ghosn, notamment par les syndicats français, de privilégier le développement de Nissan par rapport à celui de Renault,,. De plus, sa politique de globalisation, avec la délocalisation d'une partie des opérations de production et de la recherche et développement hors du Japon, est parfois remise en question, suscitant même des craintes par rapport à un risque de perte de l'identité et de la culture japonaises. Son style exigeant et occasionnellement combatif lui attire aussi des controverses,.
Son management a été fortement critiqué par les syndicats qui ont réalisé un décompte du nombre de salariés ayant tenté de mettre fin ou mis fin à leurs jours sur certains sites de l'entreprise en France entre 2013 et 2017. En particulier, en avril 2013, un salarié s'est pendu sur le site de Cléon en mettant en cause le dirigeant de l'entreprise dans sa lettre d'adieu : « Tu expliqueras ça à mes filles Carlos »,. En 2007, une cellule de lutte contre les suicides avait été créée à l'initiative de Carlos Ghosn.

### Montant de sa rémunération

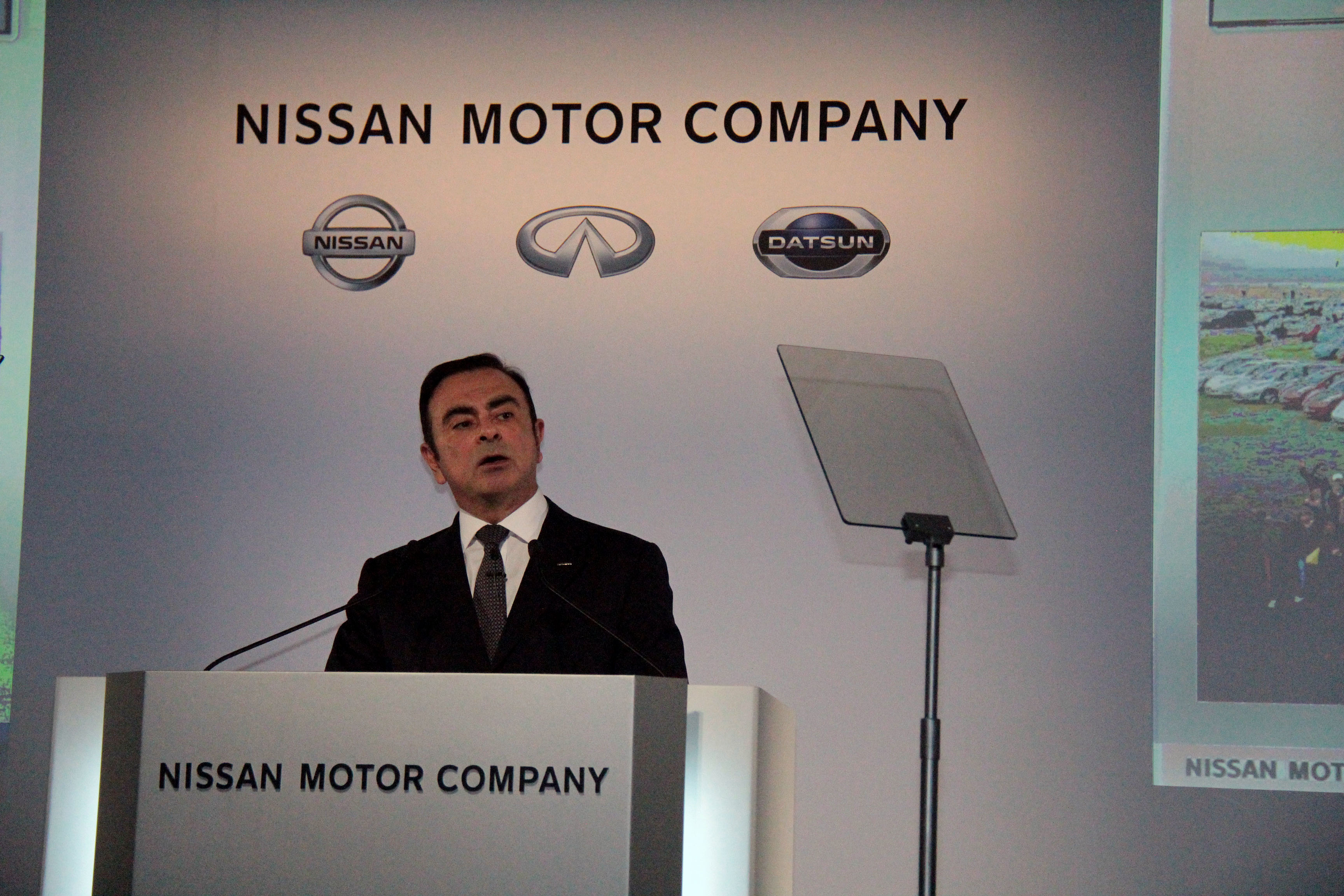
Carlos Ghosn à Yokohama (2013).

Carlos Ghosn a toujours été critiqué par les actionnaires pour le cumul de ses deux rémunérations, celle de Renault et celle de Nissan ; en 2014, il reçoit « la rémunération globale de quelque quinze millions d’euros : sept millions pour Renault et huit millions pour Nissan ».
Dans un contexte de crise économique, en janvier 2009 Carlos Ghosn renonce - ainsi que les cadres dirigeants de Renault - à son bonus annuel (1,392 million d'euros pour l'exercice 2007), une décision qu'il justifie par le fait que « la performance de l'entreprise n'est pas au niveau souhaité ». Il l'annonce en personne le 23 juin 2010, lors de l'assemblée des actionnaires de Nissan, après avoir touché près de huit millions d'euros au titre de l'exercice fiscal de 2009. En 2009, 2010 et 2011 (les années fiscales japonaises débutant en mars), il est le PDG le mieux payé du Japon, recevant 987 millions de yens (dix millions d'euros) en 2011.
Pour 2012, au titre de ses fonctions à la tête des deux constructeurs automobiles, Renault et Nissan, il perçoit 11,2 millions d'euros, soit chez Renault, un salaire fixe de 1,23 million d'euros et une rémunération variable de 1,01 million d'euros, et chez Nissan, une rétribution de 8,93 millions d'euros,.
Pour 2015, malgré un vote négatif de l'assemblée générale des actionnaires du 29 avril 2016, le conseil d'administration de Renault décide de maintenir la rémunération décidée pour l’année, soit 7,2 millions d'euros, l'avis de l'AG étant seulement consultatif.
En 2016, la rémunération de Carlos Ghosn ouvre une polémique sur la nécessité ou non de légiférer sur le salaire du patronat. Le 27 juillet 2016, Renault annonce une réduction de 20 % de la part variable de son salaire au titre de l'année 2016. En juin 2017, l'agence Reuters informe que « les banquiers de l'alliance Renault-Nissan ont élaboré un projet permettant de verser des millions d'euros de bonus annuels supplémentaires au PDG Carlos Ghosn et à d'autres dirigeants via une société de services créée spécialement pour l'occasion. Un bonus qui échapperait au contrôle des actionnaires ». Lors de l’assemblée générale des actionnaires de juin 2017, la rémunération de Carlos Ghosn est approuvée par les actionnaires avec 53,05 % de votes favorables.

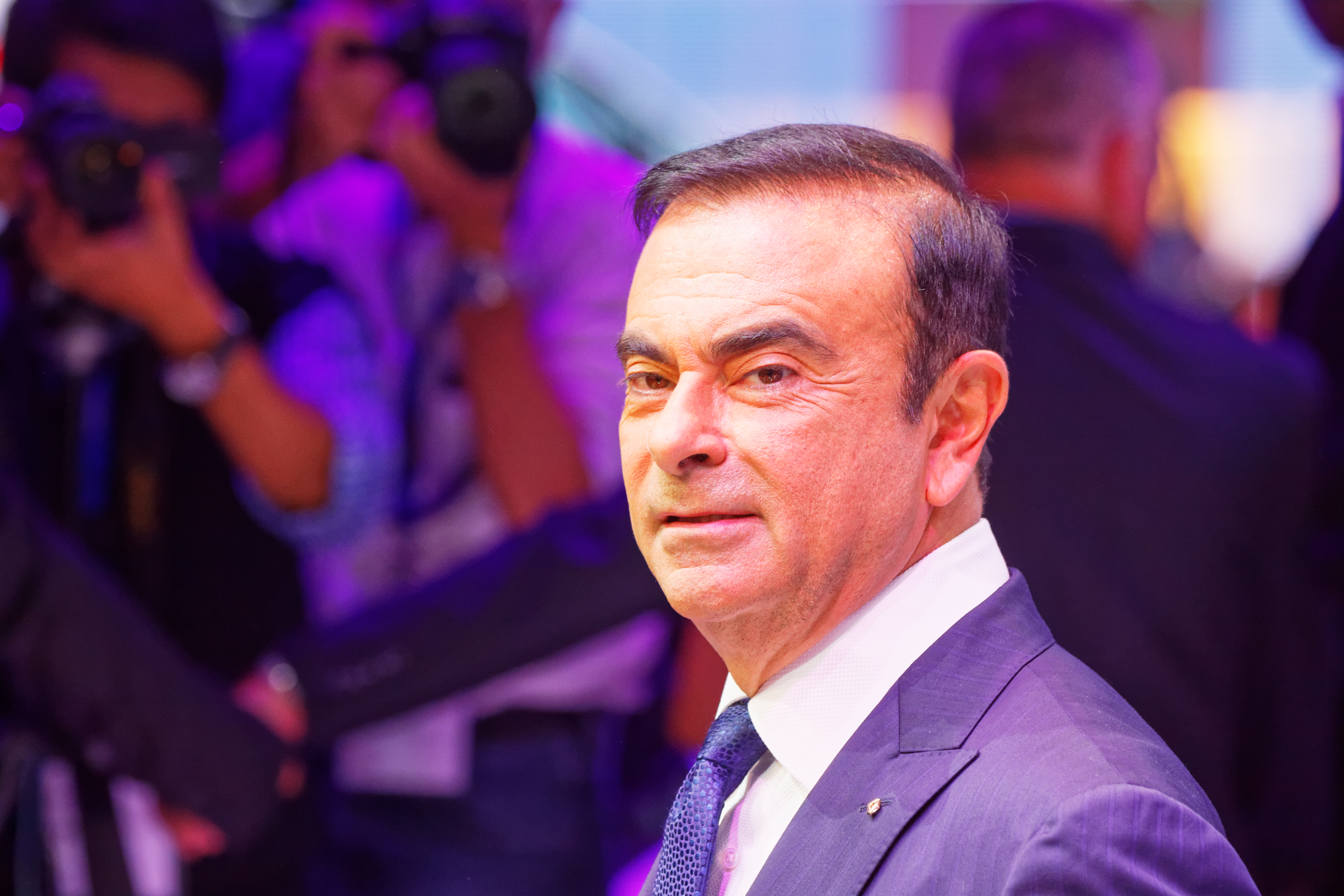
Carlos Ghosn au Mondial de l'automobile de Paris 2014.

Le 15 février 2018, il est renouvelé dans son mandat pour Renault par le comité d'administration pour une période de 4 ans supplémentaires (jusqu'en 2022), après avoir accepté une diminution de son salaire de 30 % (condition de l’État actionnaire de Renault à 15 %), permettant au représentant de l’État au conseil d'administration de voter sa rémunération. Ceci reste peu conséquent, car ne concernant que la part fixe, face à une part variable qui lui est très supérieure,,.
Le 13 décembre 2018, il est maintenu dans ses fonctions par le conseil d’administration de Renault au vu d’un rapport préliminaire interne qui a conclu à la conformité de sa rémunération pour la période 2015-2018.
Le journal Libération révèle en janvier 2019 que Carlos Ghosn ne paie plus d’impôt en France depuis 2012, s'étant fiscalement expatrié aux Pays-Bas afin de bénéficier d'une fiscalité plus avantageuse.
En avril 2019, le conseil d'administration de Renault annonce que le groupe ne lui versera pas sa « retraite-chapeau » de 765 000 euros par an.

## Influence au-delà du monde des affaires

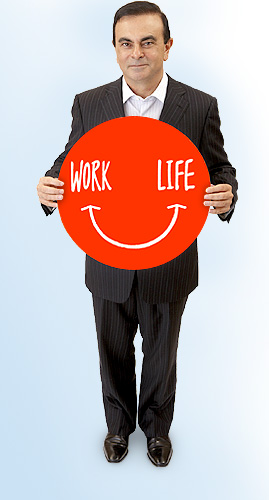
Carlos Ghosn en 2008.

Carlos Ghosn a soutenu le développement des véhicules électriques. En mai 2008, il déclare : « Nous devons avoir des véhicules à zéro émission. Rien d'autre n'empêchera le monde d'exploser ». En ciblant le marché des véhicules électriques, il prend une position forte par rapport à l'avenir écologique du marché automobile. En effet, il estime que dès 2010 ce type de voiture sera vendu au Japon et aux États-Unis, et dans le monde entier à partir de 2014. Il prend un pari considérable, car à ce moment, le marché paraît « inexistant » ; cependant, il considère qu'il y aura de la demande, notamment de la part des conducteurs citadins, et que le principe « zéro émission » va devenir très rentable. Huit ans plus tard, à l'automne 2016, l'Alliance avait vendu 350 000 voitures électriques,. L'intérêt de Ghosn pour les véhicules écologiques lui vaut d'être nommé au Comité des sources d’énergie nouvelles et renouvelables de l'ONU.
Il s'intéresse également aux nouvelles technologies de conduite, et selon Automotive News, en mars 2017 l'Alliance Renault-Nissan se trouve parmi les quatre grands constructeurs qui ont fait le plus d'avancées en ce qui concerne les voitures à pilotage autonome. À l'automne 2016, Ghosn amène l'Alliance Renault-Nissan dans un partenariat avec Microsoft, dans les domaines de la connectivité, la productivité des logiciels intégrés dans les voitures, et le profil du conducteur, entre autres. Ghosn estime ce type de partenariat très important parce que selon lui « c'est ici que les entreprises technologiques et les constructeurs peuvent unir leurs efforts... en essayant d'échanger ce que chacun fait de mieux et de promouvoir notre idée commune de l'avenir - une voiture électrique, connectée et autonome ».
Devenu une icône du management moderne et du capitalisme international, il affirme lors d’une visite au Liban en 2009 que sa « méthode pour sauver Nissan peut être appliquée au Liban », même si elle nécessiterait certains aménagements adaptés aux spécificités locales. Selon lui, « C’est chez les gens qui composent l’entreprise, la ville ou le pays que réside la solution. Le tout est de les mobiliser autour d’objectifs très clairs, indiscutables […] en les intégrant dans le processus de la recherche de solutions ». À la suite de ces remarques, la candidature éventuelle de Carlos Ghosn à l'élection présidentielle libanaise est évoquée dans les médias, mais il n'y donnera pas suite,.
Se prononçant sur la mondialisation croissante des économies, il affirme que l’avenir est aux entreprises multiculturelles qui cherchent à développer des synergies, dans le respect des identités, et verrait d'un œil favorable la création d'un véritable marché commun arabe. En outre, selon lui, le développement et la collaboration économique devraient être au cœur de la politique des pays arabes,. En 2012, il se prononce aussi sur l'avenir à court terme de la zone euro, qui selon lui devrait connaître une situation économique difficile en raison de la crise de la dette, avec le départ éventuel de certains pays parmi les plus faibles.

### Médias
En 2022, le documentaire produit par Netflix et intitulé "L'Évadé : l'étrange affaire Carlos Ghosn" retrace le parcours de Ghosn : son arrivée chez Renault, les rivalités et tensions relatives à ses actions au sein de l'alliance Renault-Nissan, son arrestation et son évasion du Japon.

## Vie privée
En 1984, à Lyon, Carlos Ghosn rencontre Rita Khordahi, une étudiante libanaise en pharmacie, née en 1966. Ils se marient l'année suivante, ils ont quatre enfants.
L'aînée Caroline Ghosn fonde Levo, un réseau professionnel de développement de carrière à destination de la génération Y en 2011.
Alors que Ghosn est en poste au Japon, son épouse y ouvre un restaurant libanais. Leur union prend fin lorsqu'elle découvre la relation extra-conjugale de son mari avec Carole Nahas, également libanaise. Ils divorcent en 2013. Trois ans plus tard, en 2016, Ghosn se remarie en grande pompe avec Carole Nahas.
Ghosn a plusieurs résidences en France, au Liban, au Japon et au Brésil,, appartenant à Nissan.
Il disposait également d'un duplex avenue Georges-Mandel loué par l'alliance Renault Nissan, dont il dut se séparer après son éviction. Son épouse Carole Nahas acquiert, pendant la détention de son mari au Japon, un autre logement dans la même avenue.
Carlos Ghosn est également copropriétaire avec son ex-épouse d'une résidence à L'Étang-la-Ville.
Amateur de bridge, il participe souvent au tournoi Cavendish à Monaco et reste en relation avec des bridgeurs français lors de son exil à Beyrouth.

## Autres fonctions et mandats sociaux
- Administrateur d'Alcoa de 2002 à 2011[260],[261].
- Membre du Conseil consultatif international de l'université Tsinghua à Pékin[262].
- Président d'honneur de la Fondation américaine de l'hôpital Saint-Georges à Beyrouth[263].
- Membre du Conseil stratégique de l'université Saint-Joseph de Beyrouth[264].
- Membre du Comité des sources d'énergie nouvelles et renouvelables de l'ONU[244].
- Membre du Conseil consultatif international de la Banco Itaú (Brésil)[265].
- En 2014 et 2015, il est élu président de l'Association des constructeurs européens d'automobiles[266],[267].
- Membre du Conseil de fondation du Forum économique mondial, chargé de la section de l'industrie automobile[268],[269].
- Membre du Conseil d'administration de la Saradar Bank (Liban).
- Membre de la fondation Interpol pour un monde plus sûr de 2014 à 2019[270].

## Distinctions

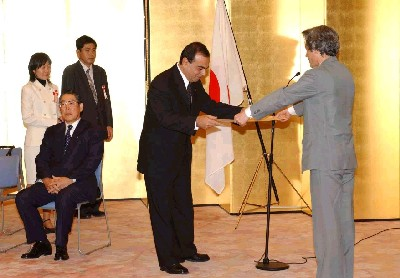
Le premier ministre japonais Jun'ichirō Koizumi remettant un certificat de mention élogieuse à Carlos Ghosn (Tokyo, 2002).

- Carlos Ghosn est nommé « homme de l'année 2003 » par le magazine Fortune (édition Asie)[271].
- Il est classé quatrième dans des sondages publiés en 2003 par le Financial Times conjointement avec PricewaterhouseCoopers, portant sur les leaders les plus respectés du monde des affaires[272], et troisième dans les mêmes sondages en 2004 et 2005[273],[274]. En 2008, il reçoit le prix du leadership transculturel de l'Insead[275].
- En 2002, il est décoré des insignes de chevalier de la Légion d'honneur[276].
- En 2003, il est élevé au rang de docteur honoris causa de l'université américaine de Beyrouth[277].
- Il est intronisé au Temple de la Renommée des constructeurs automobiles japonais en 2004[278].
- En 2005, il est intronisé au Temple de la Renommée des constructeurs automobiles américains en tant qu'« homme de l'année 2004 »[279].
- En octobre 2006, il est nommé chevalier commandeur honoraire de l'ordre de l'Empire britannique[280].
- En 2007, il est décoré des insignes de grand-cordon de l'ordre du Ouissam alaouite, une distinction honorifique accordée par le roi du Maroc[281].
- En 2008, il reçoit le prix du Leadership Transculturel de l'Insead[275].
- En 2010, le magazine CEO Quarterly le désigne comme « PDG le plus respecté de l'année 2010 »[282].
- En 2010, le magazine Forbes le classe parmi les sept sud-américains les plus puissants[283].
- En 2011, CNBC le nomme « Homme d'affaires de l'année pour l'Asie »[284].
- En 2011, il reçoit la médaille de la Fédération Internationale des Sociétés d’Ingénieurs des Techniques de l’Automobile[285].
- En 2012, il reçoit le Prix Annuel de la Japan Society[286].
- En 2012, il devient le premier personnage de l'industrie automobile à gagner un « Lifetime Achievement Award » en reconnaissance à son œuvre, de la Société de Gestion Stratégique, une association à but non lucratif qui promeut le leadership éthique et stratégique[287].
- En 2012 il est élevé au rang de docteur honoris causa de l'université Waseda[288].
- En 2012, il reçoit les insignes de grande-croix de l'ordre d'Isabelle la Catholique, une distinction honorifique accordée aux civils en reconnaissance aux services rendus à l'Espagne[289].
- En juin 2016, il est élevé au rang de docteur honoris causa par l'université Saint-Joseph de Beyrouth[290].
- En décembre 2016, il reçoit le Grand Prix de l’Économie, décerné par Les Échos et Radio Classique[291].

## Publications
- Carlos Ghosn, Renaissance, Tokyo, éd. Diamond-sha, 2001  (ISBN 225311314X).
- Carlos Ghosn et Philippe Riès, Citoyen du Monde, Paris, éd. Grasset, 2003.
  - Traduction en anglais : Carlos Ghosn et Philippe Riès (trad. John Cullen), Shift : Inside Nissan's Historic Revival, United States, Doubleday, janvier 2005, 232 p. (ISBN 0-385-51291-0, lire en ligne).
- Carlos Ghosn et Philippe Riès, Le temps de la vérité, Paris, éd. Grasset, 2020  (ISBN 9782246824176)[292].
- Carole et Carlos Ghosn, Ensemble, toujours, Paris, Les Éditions de l’Observatoire, 2021[293].
- Mohamad Kraytem, Michèle Stanjofski, Escape Ghosn, Beyrouth, Samir Editeur 2023.